# Nichtproportionale Rückversicherung
Nichtproportionale Rückversicherung ist im Versicherungswesen die Aufteilung jedes Schadens zwischen Erst- und Rückversicherer. In der nichtproportionalen Rückversicherung werden keine anteiligen Risiken von versicherungstechnischen Einheiten zediert, sondern Schadenleistungen des Erstversicherers geteilt: Der Erstversicherer trägt in einem Schadensfall maximal eine bestimmte Höhe (sog. Priorität) und der Rückversicherer leistet den diese Priorität übersteigenden Teil (sog. Überschaden, Layer- oder Exzess-Schaden).

## Formen
- Schadenexzedenten-Rückversicherung

- Einzelschadenexzedent (Per Risk XL, auch Excess of Loss (XoL) bzw. Working XL)
- Kumulschadenexzedent (Cat XL)
- Jahresüberschadenexzedent (Stop Loss)
- Umbrella Cover
- Höchstschaden
- Zweitrisiko